# Недорост, Андрей
Андрей Недорост (словац. Andrej Nedorost; род. 30 апреля 1980, Тренчин, Западно-Словацкий край) — словацкий хоккеист, крайний и центральный нападающий. Воспитанник клуба тренчинской «Дуклы». В настоящее время свободный агент.

## Карьера
Андрей Недорост начал свою карьеру в 1998 году в родном клубе «Дукла», выступающей в Словацкой экстралиге. На драфте НХЛ 2000 года был выбран в 9-м раунде под общим 286-м номером командой «Коламбус Блю Джекетс».
9 октября 2003 года Недорост в дебютной встрече сезона против «Атланта Трэшерз» забросил свою первую шайбу в НХЛ . Всего в НХЛ провел 28 встреч, играя в основном за фарм-клуб «Сиракьюз Кранч».
В Европу вернулся в 2003 году.
После США играл во многих клубах Германии, России, Швеции, Чехии, Словакии.

## Достижения
- Серебряный призёр чемпионата России (2004)
- Бронзовый призёр чемпионата Украины (2012)
- Чемпион Казахстана в составе «Иртыша» (2014)